# Teilmarkt
Ein Teilmarkt ist ein Markt, auf dem eine bestimmte Produktgruppe oder Dienstleistungsart angeboten und nachgefragt wird.

## Allgemeines
Im Marketing ist der Teilmarkt ein Ausschnitt aus einem Gesamtmarkt, der nach einer Segmentierung auch als Marktsegment bezeichnet wird. Werden alle Teilmärkte aggregiert, erhält man den Gesamtmarkt. Beispielsweise kann das Aggregat Kapitalmarkt in den Teilmarkt Wertpapiermarkt untergliedert werden, dieser wiederum in Aktienmarkt und Rentenmarkt, diese wiederum können noch jeweils aufgeteilt werden in Primärmarkt und Sekundärmarkt.
Produkt- oder Dienstleistungsgruppen sind die Zusammenfassung verschiedener, aber einander ähnlicher Produkte oder Dienstleistungen zu einer vertriebsstrategischen Einheit. In der Bekleidungsindustrie ließe sich eine Aufteilung in Damenbekleidung, Herrenbekleidung und Kinderbekleidung als Produktgruppe vornehmem, so dass jede Produktgruppe einen Teilmarkt des gesamten Bekleidungsmarktes bildet. Der Markt für Massenmedien setzt sich aus den Teilmärkten Zeitungen, Zeitschriften, Bücher, Online-Dienste, Rundfunk und Fernsehen zusammen. Allein bei Zeitungen wären die konkreteren Teilmärkte Tageszeitung, Wochenzeitung oder Sonntagszeitung möglich.

## Organisation
Mit der Aufteilung in Teilmärkte geht in Unternehmen innerhalb des strategischen Managements die Bildung von strategischen Geschäftsfeldern einher. Eine Marktbearbeitung kann sinnvoll nur vorgenommen werden, wenn gleichzeitig auch eine Segmentierung stattfindet.
Die Homogenität verschiedener Handelsobjekte entscheidet darüber, auf welchem Teilmarkt sie gehandelt werden:
| Markt       | Handelsobjekte         | Teilmärkte                                                                | Beispiele                                                                                           |
| ----------- | ---------------------- | ------------------------------------------------------------------------- | --------------------------------------------------------------------------------------------------- |
| Gütermarkt  | Güter Dienstleistungen | Energiemarkt, Immobilienmarkt, Warenmarkt Bankenmarkt, Versicherungsmarkt | Energiebörsen, Warenbörsen Interbankenhandel, Rückversicherungen, Wohnungsmarkt                     |
| Finanzmarkt | Finanzen               | Devisenmarkt, Geldmarkt, Kapitalmarkt, Kreditmarkt                        | Devisenhandel, Geldhandel, Kredithandel, Spotmarkt, Terminbörse, Wertpapierbörsen, Wertpapierhandel |
| Faktormarkt | Arbeit                 | Arbeitsmarkt                                                              | zweiter Arbeitsmarkt, grauer Arbeitsmarkt                                                           |

Bei Börsen können als weitere Teilmärkte die verschiedenen Börsensegmente unterschieden werden (beispielsweise an der Frankfurter Börse der General Standard, Prime Standard oder Open Market).
Der Rückversicherungsmarkt bildet einen Teilmarkt des Versicherungsmarktes.
Unterteilt man die Teilmärkte aufgrund der dort gehandelten Produktgruppen und Marktpreise, ergibt sich folgende Einteilung:
| Wirtschaftsobjekt       | Produktgruppe (Beispiele)                                                    | Teilmarkt (Beispiele)                                                                                              | Marktpreis                                                                                           |
| ----------------------- | ---------------------------------------------------------------------------- | --- | --- |
| Realgüter/ Nominalgüter | Konsumgüter Investitionsgüter Aktien Anleihen Devisen Gold Silber Immobilien | Konsumgütermarkt Investitionsgütermarkt Aktienmarkt Rentenmarkt Devisenmarkt Goldmarkt Silbermarkt Immobilienmarkt | Güterpreise Aktienkurse Anleihenkurse Devisenkurse Goldpreis Silberpreis Kaufpreise/Immobiliarmieten |
| Dienstleistungen        | Bankprodukte Versicherungen                                                  | Bankenmarkt Versicherungsmarkt                                                                                     | Bankgebühren, Provisionen Versicherungsprämien                                                       |

Insbesondere auf Weltmärkten ist oft ein einheitlicher Preis vorhanden (Gold- und Silberpreis). Unterschiedliche Marktpreise für vergleichbare Güter/Dienstleistungen sind ein Indiz für die Unvollkommenheit eines Teilmarktes.

## Wirtschaftliche Aspekte
Werden sämtliche Teilmärkte aggregiert, so ergibt sich ein Gesamtmarkt. Auf der Mikroebene ist dies ein Binnenmarkt, auf der Makroebene entsprechend der Weltmarkt. Die Marktpreise werden demgemäß unterschieden nach Binnenmarktpreis und Weltmarktpreis.

## Abgrenzung
Während der Teilmarkt auf der Produktebene angesiedelt ist, handelt es sich beim Marktsegment dagegen um eine bestimmte Kundengruppe oder Zielgruppe mit weitgehend homogenen Bedürfnissen. Folgt man diesem Dogma, ist das Börsensegment genau genommen ein Teilmarkt, weil es hierbei um Produktgruppen geht.